# Томаш Бжиський
Томаш Бжиський (пол. Tomasz Brzyski, нар. 10 січня 1982, Люблін) — польський футболіст, захисник клубу «Люблінянка».

## Клубна кар'єра
Томаш починав свою футбольну кар'єру в клубі «Люблінянка» з рідного міста, що виступав в 4 футбольному дивізіоні Польщі. 2003 року захисник перейшов до команди «Орлета» (Радинь-Підляський), за який виступав до літа 2004 року.

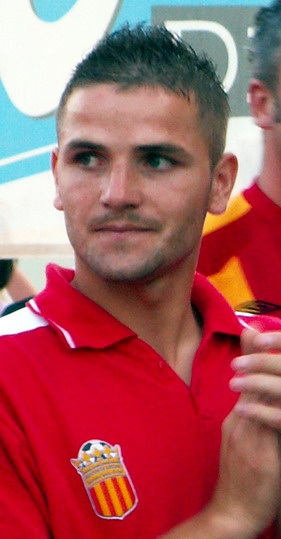
Томаш Бжиський під час виступів за «Корону». 25 липня 2006 року

Перед початком сезону 2004/05 приєднався на правах оренди до «Гурника». 21 серпня 2004 року дебютував в Екстаркласі, вийшовши на заміну в матчі проти «Полонії». Зігравши за «Гурник» лише 2 матчі, другу частину сезону 2004/05 Бжиський провів у клубі другої ліги «Радомяк» (Радом). За свій новий клуб захисник дебютував 20 березня 2005 року в грі з «Гурником» з Польковіце. Томаш достатньо швидко став гравцем основного складу. У сезоні 2005/06, в якому клуб з Радома вилетів в Третю лігу, Бжиський провів 38 матчів, в яких забив 2 голи.
У липні 2006 року Томаш підписав чотирирічний контракт з клубом вищої ліги Польщі, «Короною». До нового клубу захисник повинен був приєднатися в січні 2007 року. Однак керівництво «Корони» змогло домовитися з «Радомяком», і Томаш почав сезон 2006/07 в складі «Корони». 6 серпня дебютував за свій новий клуб в матчі проти плоцької «Вісли». За сезон у всіх змаганнях Томаш провів 25 ігор, в тому числі 3 матчі в розіграші Кубка Польщі, в якому команда дійшла до фіналу турніру.
У січні 2008 року Бжиський перейшов в хожувський «Рух», в складі якого швидко завоював місце в стартовому складі. За 2 роки взяв участь в 59 матчах. 19 жовтня 2008 року забив свій перший м'яч в Екстракласі, відкривши рахунок у зустрічі з «Лехом» (Познань).
18 січня 2010 року варшавська «Полонія» офіційно оголосила про придбання Томаша, який підписав трирічний контракт. 28 лютого Бжиський провів свій перший матч у футболці нового клубу. В клубі з Варшави Томаш провів 3 роки, взявши участь у 77 іграх чемпіонату та забивши 6 м'ячів.
У січні 2013 року, після дострокового розірвання контракту з «Полонією», захисник приєднався до іншого клубу з Варшави, «Легії», з якою підписав дворічну угоду. 26 лютого відбувся його дебют як гравця «Легії». До кінця сезону взяв участь в 15 зустрічах, вигравши чемпіонат та Кубок Польщі. Томаш грав в обох фінальних матчах кубка проти «Шльонська».
24 липня 2013 року захисник дебютував в єврокубках, вийшовши на заміну в матчі другого кваліфікаційного етапу Ліги Чемпіонів проти валлійського «Нью-Сейнтса». Відзначився забитим м'ячем у ворота кіпрського «Аполлона» в грі групового етапу Ліги Європи. Того ж сезону з «Легією» вдруге поспіль виграв національний чемпіонат.
Наразі встиг відіграти за команду з Варшави 50 матчів в національному чемпіонаті.

## Виступи за збірну
У грудні 2009 року Бжиський був викликаний Францішеком Смудою в розташування національної збірної Польщі, що готувалася до Кубку короля Таїланду. 17 січня 2010 року дебютував за збірну Польщі в матчі першого туру турніру проти збірної Данії. Через три дні він провів ще один матч, вийшовши на заміну в грі з Таїландом, після чого протягом довгого часу не виступав за «кадру».
5 листопада 2013 року новий тренер збірної Польщі Адам Навалка викликав Томаша на дві товариські гри зі збірними Словаччини та Ірландії, в яких захисник і взяв участь.
18 січня 2014 року в товариській зустрічі зі збірною Норвегії Бжиський відкрив рахунок в матчі, який закінчився перемогою поляків 3: 0.
Наразі провів у формі головної команди країни 7 матчів, забивши 1 гол.
| Дата       | Місто           | Господарі | Результат | Гості     | Турнір           | Голи | Примітки |
| ---------- | --------------- | --------- | --------- | --------- | ---------------- | ---- | -------- |
| 17-01-2010 | Накхонратчасіма | Данія     | 3 – 1     | Польща    | товариський матч | -    | 46'      |
| 20-01-2010 | Накхонратчасіма | Таїланд   | 1 – 3     | Польща    | товариський матч | -    | 89'      |
| 15-11-2013 | Вроцлав         | Польща    | 0 – 2     | Словенія  | товариський матч | -    | 67'      |
| 19-11-2013 | Познань         | Польща    | 0 – 0     | Ірландія  | товариський матч | -    | 81'      |
| 18-01-2014 | Абу-Дабі        | Польща    | 3 – 0     | Норвегія  | товариський матч | 1    | 21' 78'  |
| 20-01-2014 | Абу-Дабі        | Молдова   | 0 – 1     | Польща    | товариський матч | -    | 89'      |
| 05-03-2014 | Варшава         | Польща    | 0 – 1     | Шотландія | товариський матч | -    | 90+2'    |
| Усього     |                 | Матчів    | 7         |           | Голів            | 1    |          |

## Титули і досягнення

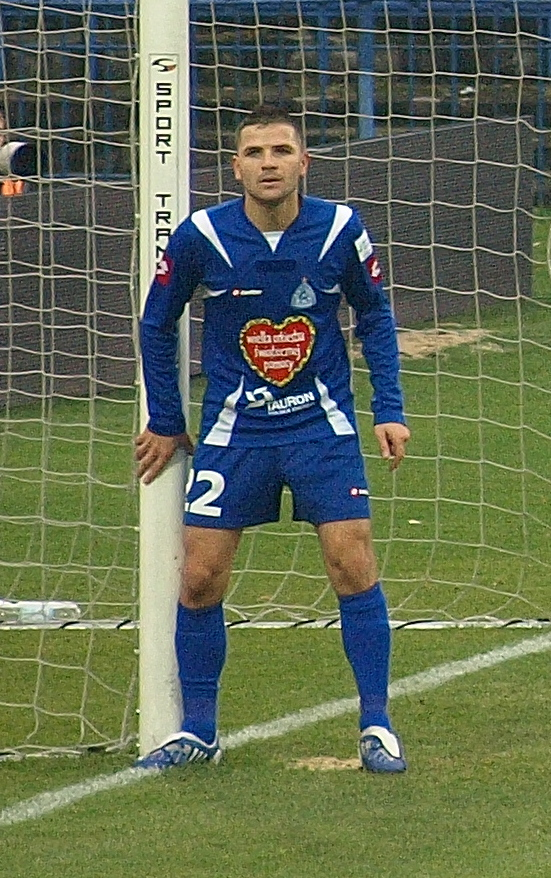
Томаш Бжиський під час матчу за «Рух» (Хожув). 8 листопада 2009 року

- Чемпіон Польщі (2):

«Легія»: 2012/13, 2013/14
- Володар Кубка Польщі (2):

«Легія»: 2012/13, 2015/16